# استرینگوتسی
استرینگوتسی یک پاستا گندم ایتالیایی است که یکی از قابل توجه‌ترین این نوع پاستا در منطقه اومبریا تولید می‌شود. نودل‌های با مقطع مستطیلی و بلند که با دست درست می‌شوند و معمولاً با ترافل سیاه محلی، راگوی گوشت یا سس گوجه‌فرنگی سرو می‌گردند. نام این پاستا از شباهت آن به بند کفش گرفته شده است، زیرا stringhe به معنای «رشته» ایتالیایی است.